# アチャール

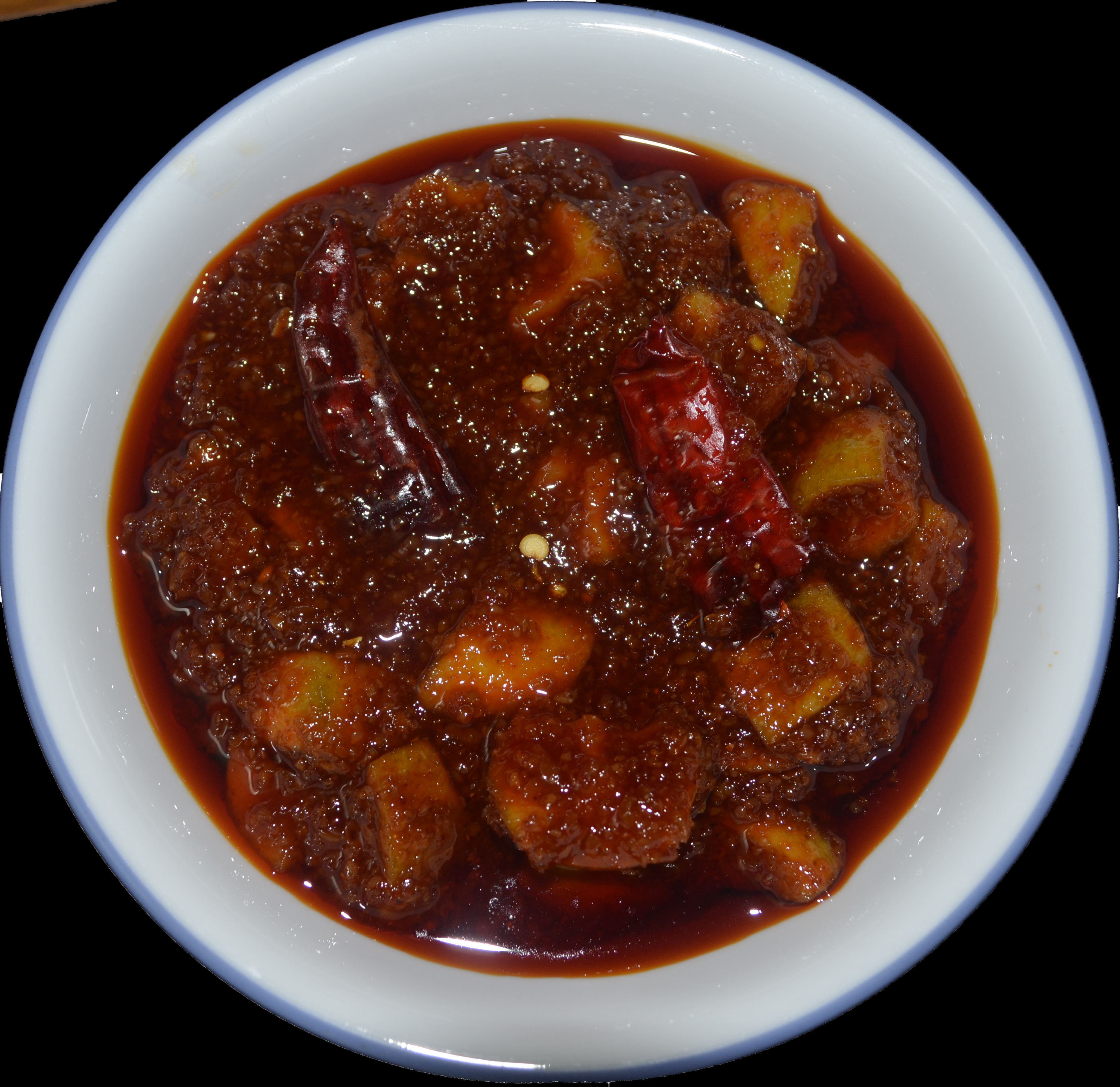
アチャール（グジャラート州のマンゴーの漬物）

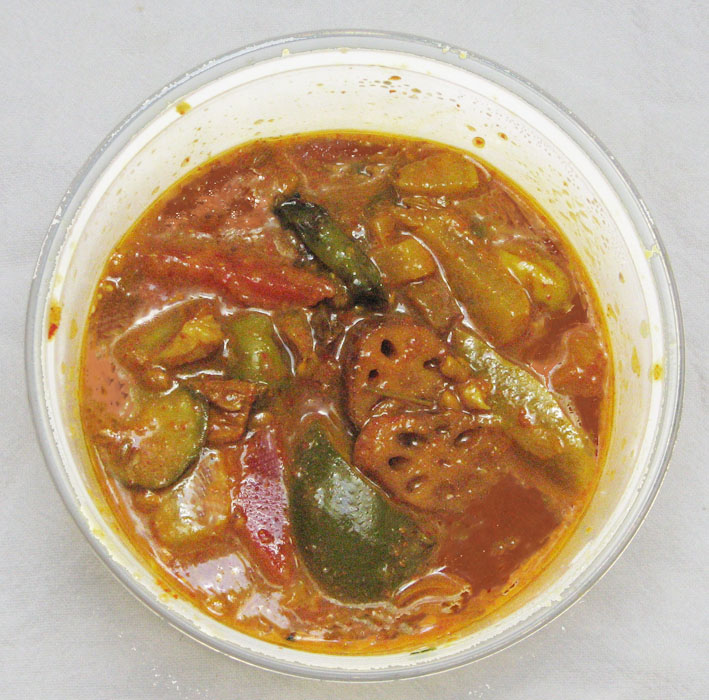
インド風なミックスピクルス

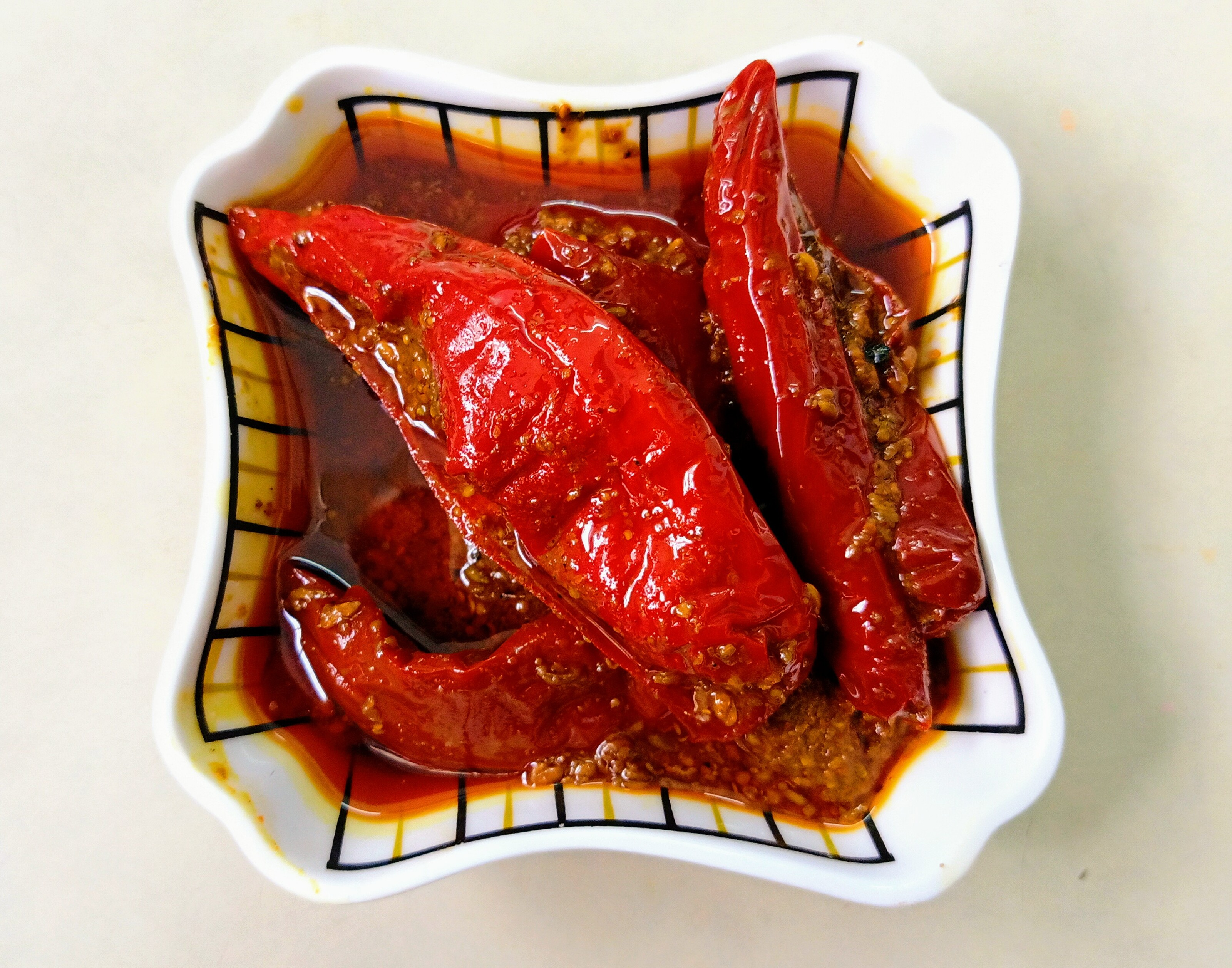
チリピクルス

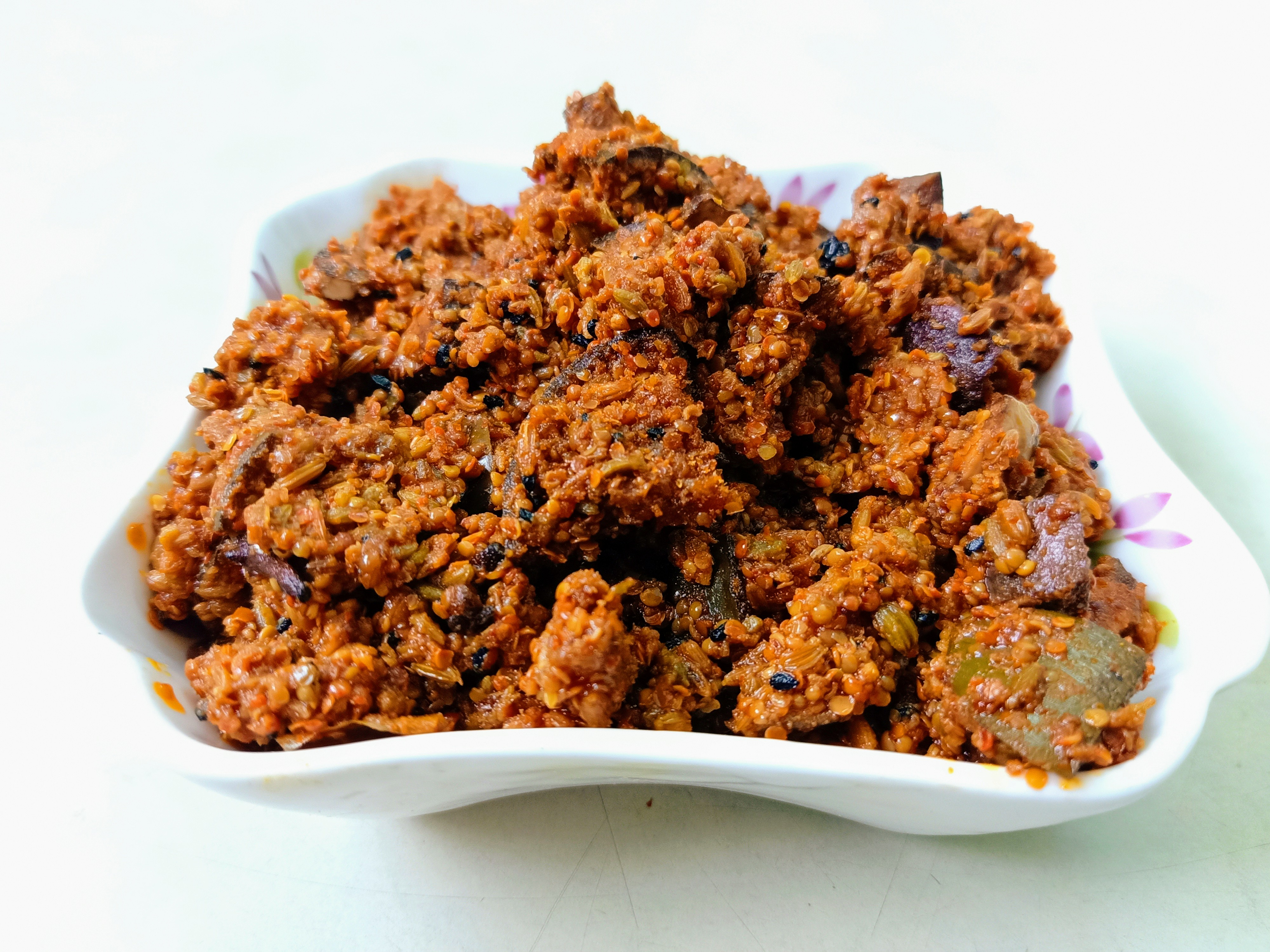
生マンゴーピクルス

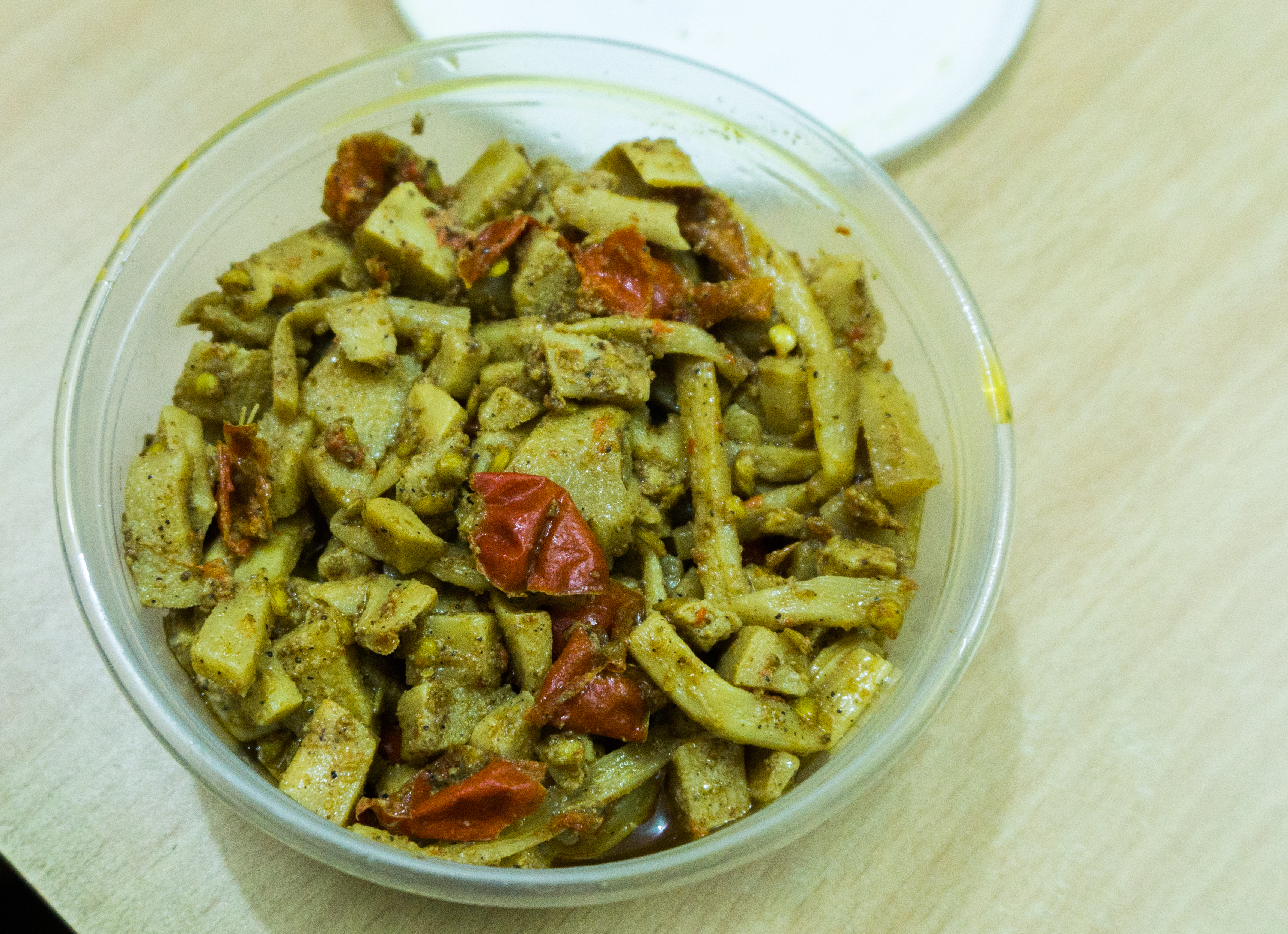
ネパールの漬物

アチャール（अचार）は、南アジア（インド、パキスタン、バングラデシュ、ネパール、スリランカ）において、食材を主にスパイスと塩、油、または酢などで調味し、加熱・発酵・混合などの加工を施して作る料理。主に食事の付け合わせとして食べられる。保存性を高めたものが多いが、作りたてを食するものもある。野菜や果物を主材料とするが、肉や魚を用いるものも存在し、地域や家庭、宗教、民族によって多様な種類がある。

## 原材料
地域によって、ライム、レモン、マンゴー、ショウガ、ナスなどの食材が使われるが、必須な原料としてトウガラシ（チリ）がある。発酵させるアチャールの場合、夏に仕込みを行い、モスリンの布で覆ったまま最大2週間、太陽にさらすことで熟成させる。

## 地域によるバリエーション

### インド
インドでは、同じ原材料を使用していても調理法とスパイスの違いにより、さまざまなバリエーションが生じる。
大きく分けて、マスタードオイルありとなしの2タイプのアチャールがある。例えば、南インドでのマンゴーのアチャールは、北インドのものとは味が非常に異なる。インド南部の州ではゴマ油とスパイスの効いたアチャールを好む傾向があり、北部の州ではマスタードオイルが好まれる。
ハリヤーナー州北部のパーニーパットは、美味しいアチャールで有名である。
マンゴー、トウガラシ、レモンで作ったアチャールは今でも人気があるが「パクランガ」（pachranga、「5色」の意味、5種の野菜で作られる）と「サトランガ」（satranga、「7色」の意味、7種の野菜で作られる）で有名。
生のマンゴー、ヒヨコマメ、蓮の実、カロンダ (karonda、あるいはカルバンダ(carvanda))、ユカン、ライムなどを、スパイスとともにマスタードオイルに漬け込んで熟成させる。
※カロンダ（カリッサ Carissa carandas）は、古代インドのアーユルヴェーダに用例がある他、漬物、チャツネ、ジャム、ゼリーなどとして食され、呑酸、消化不良、傷、皮膚疾患、尿障害、糖尿病性潰瘍を治療するとされる。
インド南部では、ほとんどの野菜がスパイスとともに天日干しされており、年間を通じた非常に暑く晴れた日を利用して、毎日の食事に供される漬物を作っている。野菜類をマスタード、フェヌグリークシード、チリパウダー、塩、アサフェティダ、ターメリックなどのスパイスとともに天日乾燥することで保存の効く食品として加工している。準備プロセスをスピードアップするため、最初に野菜を調理加工することもある。
テランガーナ州とアーンドラ・プラデーシュ州は、スパイシーなアチャールで有名である。
未熟なマンゴーとニンニク、ショウガのアチャール（テルグ語でaavakaaya）、未熟なタマリンドと青トウガラシ（テルグ語でのChintakaaya）、赤トウガラシ（テルグ語でKorivikaram）とのアチャールは、毎日の食事の定番である。グーズベリー（テルグ語でusirikaaya）とレモン（テルグ語でnimmakaaya）もアチャールとして広く食べられている。また、テランガーナ州とアーンドラ・プラデーシュ州では、魚とエビのアチャールも作られているが、ピリ辛のラムとチキンのアチャールが有名である。
タミル・ナードゥ州では「maavadu」と呼ばれるマンゴーのアチャールが作られている。
これは初夏に、1インチほどの小さなマンゴーで作られるもので、保存工程にヒマシ油が使われて独特の風味がある。
またタミル・ナードゥ州のもう1つの有名なアチャールは「narthangai」と呼ばれるもので、未熟なユズをらせん状に切って塩漬けしたものである。
タミール人はまた、天日干ししたトウガラシに塩味のヨーグルトを詰めた「mor molagai」と呼ばれる乾燥調味料を作る。これは通常、米と一緒に食べられる。
カルナータカ州では、カンナダ語で「maavina uppinakayi」と呼ばれる柔らかいマンゴーのピクルスが伝統的なアチャールである。
これは、塩で脱水したマンゴーで作られた、非常に塩辛くて酸っぱい柔らかい漬物である。
この中でも特別なものは、さわやかな香りをもつ特別な柔らかいマンゴーを使用した「jeerige midi」である。
沿岸地域のタミル・ナードゥ州では、さまざまな種類の魚を塩漬けして天日干ししたカルヴァドゥ(karuvadu)が作られている。
アンチョビーから作られたネティリ・カルヴァドゥ(Nethili karuvadu)は、カルヴァドゥの中で最も人気のあるものの1つである。
ケーララ州では、マグロとイワシを細かく刻んでスパイスでマリネした後、加熱調理したミーン・アチャール(meen achar)が作られる。
グジャラート料理で一般的に用いられる食材として、未熟なマンゴー、レモン、グリーンチリ、グンダ（gunda、Cordia dichotoma、スズメイヌジシャ）、ケルダ(kerda、Capparis decidua、ケッパーの近縁種)がある。
グジャラートの家庭で一般的に見られるアチャールには、ピーナッツ油、チリパウダー、フェヌグリーク・シードで作られた塩辛いマンゴーピクルス、ピーナッツ油、赤糖(jaggery)、フェンネルシード、カレック（kharek、乾燥ナツメ）、マスタード、チリパウダーで作られた甘辛いマンゴーピクルス、シュガーシロップ、クミン、チリパウダーで作られた甘辛いマンゴーピクルスなどがある。
インドの首都ニューデリーには、1860年代に設立されて以来、インド最高の漬物ブランドとされてきた「ハーナレイン」(Harnarains)などがある。

### パキスタン
パキスタンのシンド州は、シクラプリ・アチャール(Shikrarpuri achaar)とハイデラバーディ・アチャール(Hyderabadi achaar)が有名で、
これらはどちらもパキスタンおよび海外で一般的に食べられている。シクラプリ・アチャールは1600年代、中世インドで生まれたと考えられている。
シクラプリ・アチャール中で最も人気のあるのは、ニンジン、カブ、タマネギ、カリフラワー、ヒヨコマメ、ニンニク、青唐辛子、ライム、マンゴーで作られるミックス・アチャールとされる。

### ネパール
ネパール語ではアツァールとも呼ばれる。ラプシ（Lapsi、ネパール・ホッグ・プラム(Nepali hog plum)）と呼ばれる果物とホット・レッド・チェリー・ペッパー(hot red cherry pepper)が用いられるものがある。

### ミャンマー
ビルマ語ではタナッ (သနပ်) と呼ばれ、マンゴーのタナッ（သရက်သီးသနပ် タイェッティー・タナッ; 参照: マンゴーピクルス）が最も普及している。酢、砂糖、塩、チリパウダー、マサラ、ニンニク、新鮮な唐辛子、マスタードシードで、硬いグリーンのマンゴー、完熟したマンゴー、あるいは乾燥マンゴーを漬ける。このマンゴーのタナットは、ビルマ料理のカレーやビリヤニと一緒に供され、ウェットタナトヒンと呼ばれる伝統的なビルマカレーの主原料でもある。

### アフリカ
南アフリカ、ボツワナではアチャールはパンとともに食べられる。